# Pleocoma hoppingi
Pleocoma hoppingi är en skalbaggsart som beskrevs av Henry Clinton Fall 1906. Pleocoma hoppingi ingår i släktet Pleocoma och familjen Pleocomidae. Inga underarter finns listade i Catalogue of Life.